# Pescate
Pescate là một đô thị trong tỉnh Lecco, trong vùng Lombardia của Ý, cự ly khoảng 45 km về phía đông bắc của Milan và khoảng 2 km về phía nam của Lecco. Tại thời điểm ngày 31 tháng 12 năm 2004, đô thị này có dân số 2.120 người và diện tích là 2,1 km².
Đô thị Pescate có các frazioni (các đơn vị dân cư trực thuộc, chủ yếu là các làng) Pescalina, Insirano, Torrette Inferiori, và Torrette Superiori.
Pescate giáp các đô thị: Galbiate, Garlate, Lecco.